# ألبرت ريتشارد توماس
ألبرت ريتشارد توماس (بالإنجليزية: Albert Thomas)‏ هو محامي وسياسي أمريكي، ولد في 12 أبريل 1898 في ناكوغدوشس في الولايات المتحدة، وتوفي في 15 فبراير 1966 في واشنطن العاصمة في الولايات المتحدة. حزبياً، نشط في الحزب الديمقراطي. وقد انتخب المدعي العام ‏ (1930 – 1936) وانتخب عضو مجلس النواب الأمريكي.